# Конструктивізм в архітектурі Харкова
Харків — українське місто-спадкоємець спадщини стилю конструктивізм в архітектурі 1920-1930-х років. Тоді ж повстали такі знакові будівлі міста як комплекс будівель Держпрому в стилі конструктивізму, район Харківського тракторного заводу (ХТЗ), кооперативні будинки, найвідомішим з яких став будинок «Слово».

## Об'єкти
«Червоний промисловець» та «Будинок спеціалістів» — Житлові будинки за Держпромом (1920-і — 1930-і рр.). До реалізації було прийнято схему перепланування за проектом арх. В. К. Троценко.
Палац культури будівельників — найяскравіший твір архітектури авангарду серед клубних будівель Харкова, архітекторів Я. А. Штейнберга, І. Ф. Мілініса та І. І. Малозьомова, що було побудовано в 1927—1929 роках.
Будинок кооперації (1929—1930 рр.) — будівля, в якій передбачалось розміщення центральних кооперативних закладів республіки, які керували б сільським господарством УСРР. Збудований архітекторами Мунц О. Р., Дмитрієв О. І. і знаходиться за адресою площа Свободи, 6.
Готель «Інтернаціонал» — Проєктування та будівництво готелю було доручено молодому та амбіційному архітектору Григорію Олександровичу Яновицькому. Пуск першої черги готелю (першого корпусу) було призначено до річниці жовтневої революції — 6 листопада 1934 року. В експлуатацію ввели 327 номерів. Проте ще два роки будівельники продовжували оздоблювальні роботи, які було завершено у 1936 році.
Будівля поштамту — Проєкт А. Г. Мордвінова був прийнятий до будівництва і став першим здійсненим добутком архітектора.

## Архітектори
- Серафімов Сергій Савич
- Гінзбург Олександр Маркович
- Татлін Володимир Євграфович

## Збереження та реставрація
Серед важливих об'єктів, що потребують реставрації, але лишаються в занедбаному стані через недостатнє фінансування, — Палац культури «Металіст». Він є прикладом того, що сучасний вигляд Харкова був сформований не лише за часів Радянського Союзу.
У 1923 році будівлю реставрував харківських архітектор Олексій Бекетов. Тоді оригінальну червону цеглу затинькували, і будівля цілком змінила свій вигляд, не змінивши функції.
За словами архітекторки, історикині архітектури Євгенії Губкіної, зараз прагнення до прогресу досить часто шкодить архітектурним пам'яткам. Вони потребують відновлення, переосмислення і це вимагає часу. На прикладі Палацу культури «Металіст» можна побачити проблеми реставрації у Харкові й Україні загалом. Є брак експертності в цій сфері, що, за словами Євгенії, може бути причиною втрати автентичності будівель — з часом стає неможливо їх відтворити. 
«У реставрації має бути принцип відворотності. Мені здається, що це трохи схоже на медицину, коли ти повинен не нашкодити. Твої дії не мають спричинити того, щоб потім не можна було перемотати все назад.»